# 恋の綱わたり
「恋の綱わたり」（こいのつなわたり）は、中村晃子のシングル曲。1980年6月5日発売。発売元はテイチク・レコード。

## 解説
元は1978年にPARCO西武劇場で行われた桃井かおりのワンマン・ステージのための曲である。ミュージカル風の舞台で、脚本と作中楽曲の作詞は福田陽一郎、音楽は三木たかしが担当していた。
中村のカバーは、福田が脚本を担当、中村自身も出演した、TBSテレビ系列木曜連続ドラマ『離婚ともだち』（1980年4月10日～7月3日放送）の挿入歌として制作されたものである。
オリコンヒットチャートでは、1973年の「あまい囁き」以来久々のヒット曲となり、週間最高4位を獲得。1980年の年間ヒットチャートでも第43位にランクされる。
さらにTBS系『ザ・ベストテン』へは、1980年7月17日に「今週のスポットライト」で初登場。のちに当番組には同年7月31日と8月7日に、2週連続で第8位へランクインされた。
現在でも中村の大ヒット曲である、1967年10月発売の『虹色の湖』などと共に代表曲の一つで有り、さらに当曲を中村自らピアノを伴奏しながら歌唱披露した事も有った。
B面の「夜ふかし気分」は1978年に発売された江利チエミのシングルのカバーである。

## 収録曲
1. 恋の綱わたり
作詞：福田陽一郎／作曲：三木たかし／編曲：船山基紀
2. 夜ふかし気分
作詞：阿久悠／作曲：川口真／編曲：高田弘